# Rappresentanza del Land Sassonia presso la Federazione (Berlino)
La rappresentanza del Land della Sassonia presso la Federazione (in lingua tedesca: Vertretung des Freistaates Sachsen beim Bund, letteralmente rappresentanza dello Stato Libero di Sassonia presso la Federazione) è la rappresentanza statale dello Stato federale tedesco della Sassonia a Berlino presso le istituzioni della Repubblica Federale di Germania.

## Storia
La Sassonia, come tutti gli Länder tedeschi, tutela i propri interessi nei confronti degli organi federali e degli altri Länder con una rappresentanza statale nella capitale.
Dopo la ricostituzione del Land nel 1990 nell'ambito della riunificazione tedesca, il Land si dotò di un ufficio a Bonn, ancora sede delle istituzioni federali prima del loro definitivo trasferimento a Berlino. La prima rappresentanza è stata aperta, congiuntamente a quella del Meclemburgo-Pomerania Anteriore, all'interno dell'edificio utilizzato dall'ex rappresentanza permanente della DDR, una casa a tre piani in Godesberger Allee 18. L'edificio è stato convertito a questo scopo tra il 1991 e il 1994. Oggi l'edificio è utilizzato dalla Società Tedesca di Nutrizione (DGE).
La struttura venne acquistata dal Land nel 1992. Successivamente, la rappresentanza si trasferì nella nuova capitale, Berlino, per spostarsi definitivamente nella sede attuale nel 2000.

## Edificio

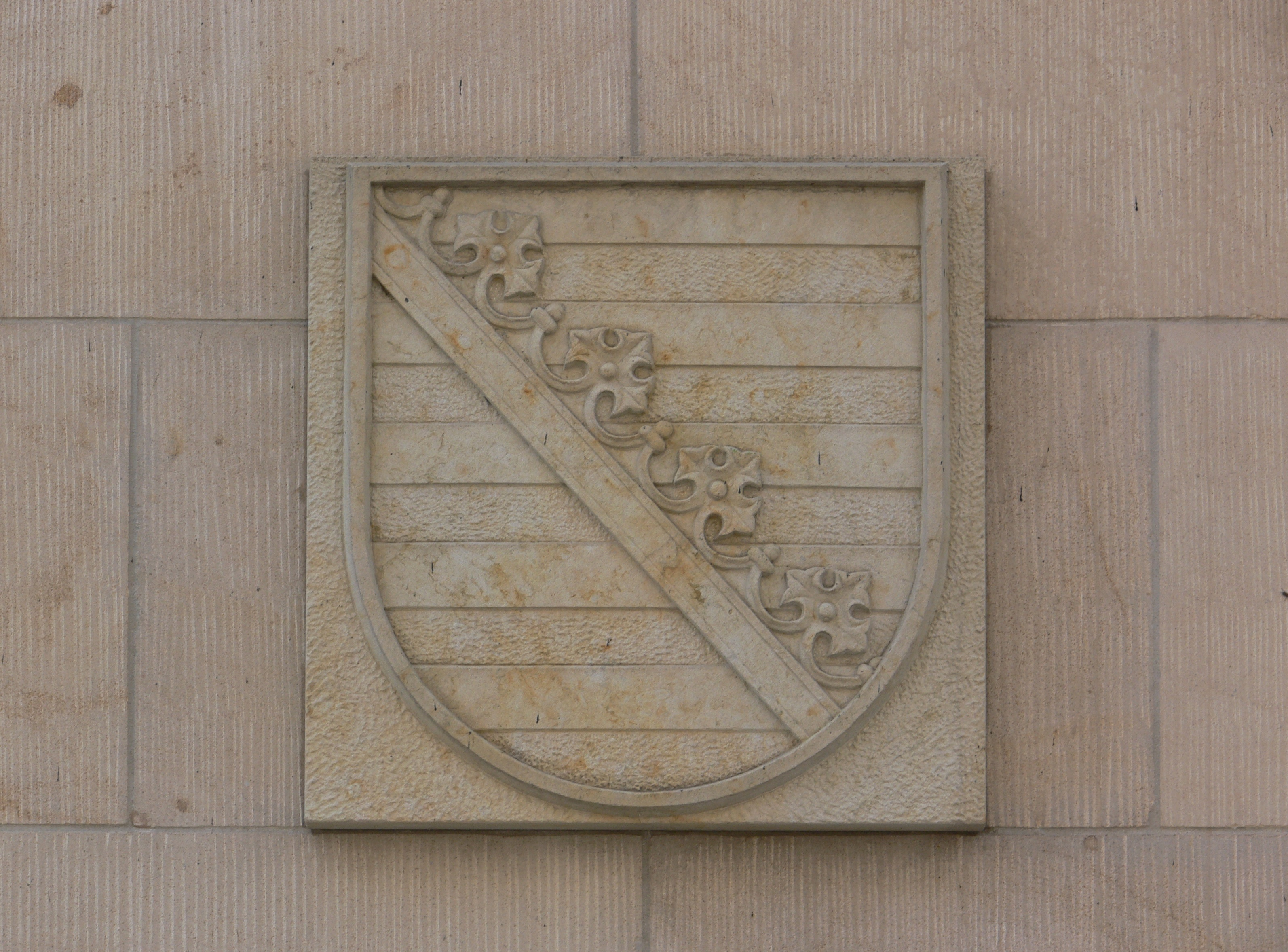
Stemma del Land sulla facciata dell'edificio

L'edificio in Brüderstraße 11/12 fu costruito nel 1905 dagli architetti Reimer e Körte come sede dell'Istituto di Assicurazione contro gli Incendi di Berlino (in tedesco Berlinischen Feuer-Versicherungs-Anstalt), mentre all'interno della Repubblica Democratica Tedesca, e fino al 1989, ospitò la Compagnia di Assicurazioni Statale della RDT. Dopo la riunificazione tedesca, lo Stato Libero di Sassonia acquisì la proprietà dal governo federale.
I lavori di ristrutturazione e ricostruzione, costati 11,25 milioni di euro, iniziarono nell'agosto del 1998 e la Sassonia inaugurò la sua sede di rappresentanza statale il 15 marzo 2000. La facciata è rivestita con decorazioni neobarocche in pietra arenaria, che ricordano l'Art Nouveau. Il cortile interno è coperto.
L'edificio è stato dichiarato di interesse storico. Come nell'edificio di rappresentanza di Bonn, la cantina è stata adibita all'intrattenimento degli ospiti ed è conosciuta come "Cantina sassone" (in tedesco Sachsenkeller).